# Cape Inscription
Cape Inscription är en udde i Australien. Den ligger i delstaten Western Australia, omkring 770 kilometer norr om delstatshuvudstaden Perth.
Trakten är glest befolkad. Det finns inga samhällen i närheten.
Stäppklimat råder i trakten. Genomsnittlig årsnederbörd är 267 millimeter. Den regnigaste månaden är juni, med i genomsnitt 54 mm nederbörd, och den torraste är oktober, med 2 mm nederbörd.